# Olympias
La Olympias (in greco: Ολυμπιάς) è una nave della Marina militare greca. Si tratta della ricostruzione moderna di un'antica trireme e costituisce un importante esempio di archeologia sperimentale.
Esemplare unico al mondo, la nave è stata commissionata e finanziata dalla Marina militare greca, costruita su un progetto dell'associazione privata britannica The Trireme Trust. Dopo alcuni studi di archeologia sperimentale volti a raccogliere dati sulle capacità tecniche e le condizioni di vita e combattimento a bordo di una trireme, la Marina ne ha disposto l'uso per diversi impieghi cerimoniali (tra i quali il trasporto della torcia olimpica nel 2004) e l'ha infine destinata all'esposizione presso Palaio Faliro, assegnata al comando dell'incrociatore corazzato Georgios Averof, nave museo.

## Costruzione

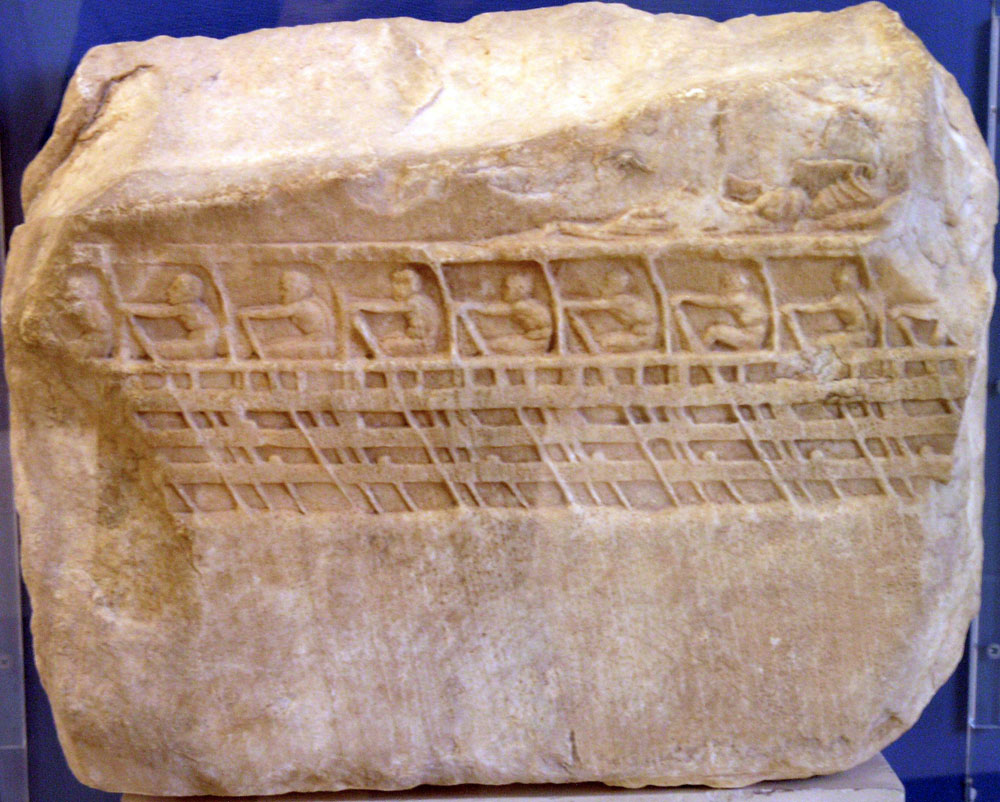
Il bassorilievo navale Lenormant, uno dei reperti archeologici presi in considerazione per la ricostruzione della struttura della trireme

La nave venne costruita tra il 1985 e il 1987 in un cantiere navale del Pireo, sulla base di disegni prodotti dall'architetto navale John Francis Coates, sviluppati in lunghe discussioni con lo storico John Sinclair Morrison. Il lavoro si avvalse anche delle consulenze di sir Charles Willink, grecista e professore al Marlborough College, e si basò su testimonianze desunte dalla letteratura greca, dalla storia dell'arte e da reperti archeologici terrestri e subacquei. L'idea era stata proposta a Morrison e Coats da Frank Welsh, un banchiere del Suffolk, scrittore e appassionato del tema, che fondò insieme a loro la Trireme Trust. La società convinse il Ministero della cultura greco e la Marina militare greca a finanziare i lavori.
Il rostro della nave fu realizzato in bronzo e pesa 200 kg. Anche per i chiodi fu utilizzato il bronzo, mentre il legname è stato scelto tra varietà americane e africane per limitare il costo della realizzazione e perché il trust non pensava di poter ottenere legname di qualità analoga a quella usata nell'antichità per le triremi. Sono stati scelti quindi il pino dell'Oregon e la quercia della Virginia per il fasciame, mentre la chiglia è di iroko.
Per motivi di praticità, le due ancore in dotazione sono di tipo ammiragliato anche se questo modello venne inventato solo dopo il quindicesimo secolo; all'epoca si usava invece un blocco di pietra.

### Lahypozomata
Nelle trireme la struttura portante era mantenuta in tensione da una cima (hypozomata) che univa prua e poppa in due corse, quindi riduceva le sollecitazioni di flessione della chiglia, che era montata tramite mortase e tenoni, quindi poco resistente a quel tipo di sforzo. Nelle navi di epoca classica la hypozomata era realizzata in fibra vegetale (canapa) ed era portata in tensione all'atto del varo della nave tramite appositi bracci (o cavi), così come la corda di un arco.
Nell'Olympias la hypozomata è stata realizzata in acciaio, dato che non esistono fibre né naturali né artificiali con un modulo di elasticità pari a quello dell'acciaio, e per qualche motivo era stata esclusa la soluzione della canapa. La tensione dell'hypozomata in acciaio variava con la flessione della chiglia sulle onde, quindi il tirante non esercitava una sollecitazione praticamente costante come una gomena in canapa. Ciò provocava il rischio che una rottura per sollecitazioni ripetute della fune d'acciaio, oltre a portare al collasso della struttura della nave, potesse arrecare danni all'equipaggio, pertanto, furono previste misure di protezione.

## Utilizzo
La nave fu sottoposta a prove in mare fra il 1987 e il 1994, ma una delle più significative fu quando, nel 1987, con un equipaggio di 170 vogatori volontari, l'Olympias raggiunse una velocità di 9 nodi (17 km/h) e fu in grado di effettuare virate di 180° in un minuto, con un raggio di curvatura non superiore a 2 volte e mezza la lunghezza della nave. Questi risultati, ottenuti con un equipaggio poco addestrato, fanno pensare che gli scrittori antichi non indicavano dati esagerati relativamente alle capacità di tali navi.
L'Olympias fu trasportata in Gran Bretagna nel 1993, per prendere parte agli eventi celebrativi dei 2500 anni dalla nascita della democrazia. Nel 2004 fu utilizzata per trasportare in assetto da cerimonia la fiaccola olimpica dal porto di Keratsini a quello del Pireo, quando la staffetta della fiamma olimpica entrò negli stadi finali del percorso per la Cerimonia di apertura delle Olimpiadi estive del 2004.
Visti i notevoli costi in termini di personale e manutenzione necessari a mantenerla in mare, a fronte di una scarsa utilità pratica dell'unità, il consiglio supremo della marina greca l'ha destinata all'esposizione, collocandola presso il parco della tradizione navale a Palaio Faliro, tenuta in secca per facilitarne la conservazione e ridurre i costi.